# Medal Księcia Mściwoja II
Medal Księcia Mściwoja II – honorowe wyróżnienie Rady Miasta Gdańska, nadawane za wybitne zasługi dla miasta w dziedzinach kultury, nauki, służby zdrowia, gospodarki oraz za podejmowanie pożytecznych inicjatyw. Po honorowym obywatelstwie miasta i obok Medalu św. Wojciecha jest najwyższym wyróżnieniem w Gdańsku. Ustanowiony został w 1996, a po raz pierwszy nadano go w 1997. Jest przyznawany przez dziesięcioosobową kapitułę powoływaną przez Radę na 4-letnią kadencję.
Medal został zaprojektowany przez gdańszczanina Wawrzyńca Sampa. Wykonany jest ze srebra i przedstawia na awersie głowę księcia Mściwoja II, a na rewersie gdańskie zabytki.

## Laureaci medalu[3]

### 1997
- Wiesław Gruszkowski – za wybitne osiągnięcia w dziedzinie architektury i urbanistyki, bogaty dorobek zawodowy naukowo-badawczy i w pracy dydaktyczno-wychowawczej
- Hakan Hult – za działania, zaangażowanie i współpracę z Uniwersytetem Gdańskim
- Janina Jarzynówna-Sobczak – pracę twórczą i wybitne osiągnięcia w dziedzinie baletu
- Lech Kadłubowski – za prowadzenie odbudowy Gdańska, osiągnięcia w zakresie projektowania architektonicznego
- Marek Kamiński – za rozsławienie Gdańska w świecie
- Zbigniew Szymański – za twórczość literacką, w której stale obecny był Gdańsk
- Hans Taake – za ogromne serce i chęć niesienia pomocy potrzebującym, za bezinteresowne zaangażowanie w sprawy młodzieży poparzonej w Hali Stoczni
- Józefa Wnukowa – za wkład w wystrój Głównego Miasta, zaangażowanie w odrestaurowanie zabytkowych budowli, za całość pracy artystycznej
- Brunon Zwarra – za zainteresowanie Gdańskiem i jego historią, za spisywanie dziejów Gdańska
- Gdańskie Towarzystwo Naukowe – za działalność naukową; za rozpowszechnianie tradycji nauki gdańskiej
- Politechnika Gdańska – za kształcenie na wysokim poziomie; za aktywne uczestnictwo w życiu miasta, pomoc kadry naukowej bądź w sferze konstrukcyjnej, badawczej, projektowej czy doradczej
- Zrzeszenie Kaszubsko-Pomorskie – za krzewienie kultury kaszubskiej

### 1998
- Wawrzyniec Samp – za cały dorobek pracy artystycznej upamiętniający ludzi i zdarzenia
- Kazimierz Śramkiewicz – za cały dorobek pracy artystycznej
- Rodzinny Dom Dziecka państwa Danuty i Janusza Pniewskich – za działalność godną podziwu i naśladowania, za serce dane potrzebującym tego dzieciom
- Mirosława Narkiewicz – za wybitne osiągnięcia w dziedzinie kardiochirurgii, za ogromną pracę włożoną w ratowanie ludziom życia, za wierność przysiędze Hipokratesa
- Andrzej Hellmann – za wybitne osiągnięcia w dziedzinie hematologii, za wypełnianie swojej powinności z pasją
- Wanda Obniska – za wiedzę, miłość do muzyki, propagowanie gdańskich chórów oraz wspieranie ważnych wydarzeń muzycznych
- Edmund Cieślak – za osiągnięcia naukowe, za miłość do Gdańska i utrwalanie jego dziejów
- Alina Afanasjew i Jerzy Afanasjew – za wkład wniesiony do kultury Wybrzeża i dokonania w różnych dziedzinach sztuki, literatury i filmie
- Maciej Krzyżanowski – za zaangażowanie na rzecz odbudowy Gdańska oraz za działalność naukowo-dydaktyczną

### 1999
- Witold Andruszkiewicz – za zasługi w zakresie polityki ekonomicznej i gospodarczej, popularyzację wiedzy ekonomicznej, budowę Portu Północnego
- Maria Bogucka – za wszechstronność naukową, za wkład w rozwój polskiej nauki historycznej, prace ukazujące XVI-VII-wieczny Gdańsk jako europejską metropolię jego przeszłości, rozwój produkcji rzemieślniczej, znaczenie grodu nadmotławskiego w handlu Polski z Zachodem
- Edward Borowski – za osiągnięcia naukowe w dziedzinie racjonalnych modyfikacji i projektowania chemioterapeutyków ze szczególnym uwzględnieniem antybiotyków i za działalność społeczną
- Teresa Ferenc – za bogatą twórczość i osiągnięcia w dziedzinie kultury
- Zdzisław Kałędkiewicz – za bogatą twórczość artystyczną i literacką oraz wkład w dziedzinie kultury
- Leon Lendzion – za zasługi dla Gdańska, szczególnie za podejmowanie publicznie pożytecznych inicjatyw
- Regina Pawłowska – za wieloletnią pracę nad językiem polskim i piśmiennictwem, bogaty dorobek naukowy i dydaktyczny, jak również działalność społeczną
- Katarzyna Popowa-Zydroń – za szczególne osiągnięcia w dziedzinie kultury
- Florian Skulski – za bogaty dorobek artystyczny, upowszechnianie sztuki śpiewu i rozsławianie imienia Gdańska w kraju i na świecie
- Gdańskie Stowarzyszenie Pomocy Osobom z Chorobą Alzheimera – za podejmowanie społecznie pożytecznych inicjatyw, za dostrzeżenie dramatu człowieka, za pochylenie się nad ludźmi chorymi i żmudne działania nad ulżeniem ich doli
- Izba Rzemieślnicza w Gdańsku – za kultywowanie bogatych tradycji gdańskiego rzemiosła, wkład w rozwój gospodarczy i kulturalny Gdańska
- Polski Chór Kameralny Schola Cantorum Gedanensis – za wszechstronność i wysoki poziom wykonawstwa, zasługi w dziedzinie muzyki chóralnej, bogaty dorobek artystyczny i fonograficzny

### 2000
- Alicja Boniuszko – za bogaty dorobek artystyczny, wybitne zasługi dla kultury polskiej, rozsławienie imienia Gdańska w kraju i na świecie
- Stefan Cejrowski – za całokształt działań podejmowanych w dziedzinie kultury, w szczególności za pracę i zasługi na niwie artystycznej, rozsławienie imienia Gdańska w kraju i na świecie
- Rainer von Scharpen – za podejmowanie publicznie pożytecznych inicjatyw, działania i postawę wobec potrzebujących gdańszczan; za długoletnią, pełną inicjatywę, bliską współpracę z Caritas, jak też instytucjami gdańskimi
- Jan Skrodzki – za zasługi w obronie niepodległości ojczyzny, w walce o wolność Gdańska
- Józef Wilczyński – za całokształt działań podejmowanych w dziedzinie kultury, rozsławienie imienia Gdańska w świecie
- Zbigniew Żakiewicz – za wkład do kultury gdańskiej i ogólnopolskiej
- Mariusz M. Żydowo – za wybitne zasługi dla Miasta Gdańska w rozwoju nauki
- Wydawnictwo „Marpress” – za szczególny wkład w prezentację dorobku trójmiejskiego środowiska humanistycznego przez publikacje o dziejach i ludziach Gdańska

### 2001
- Krzysztof Babicki – za całokształt dokonań związanych z Gdańskiem jago kulturą, a w szczególności za pracę twórczą i wybitne osiągnięcia w dziedzinie reżyserii teatralnej i telewizyjnej
- Henryk Gostomski – za całokształt dokonań związanych z Gdańskiem, jego kulturą oraz za zasługi w zakresie działalności artystycznej i pedagogicznej
- Piotr Kowalik – za to, że poprzez swoje badania przyczynił się do upowszechnienia naukowej rangi Gdańska w zakresie gleboznawstwa i gospodarki wodnej
- Bogusław Kreja – za całokształt dokonań położonych w dziedzinie i popularyzacji wiedzy o języku, za rozsławianie imienia Miasta Gdańska w kraju i na świecie
- Jacek Starościak – za dokonania dla Miasta Gdańska, szczególnie za promowanie i rozsławianie imienia Miasta na świecie
- Andrzej Zbierski – za całokształt wybitnych dokonań podejmowanych dla rozwoju naszego Miasta i regionu
- Barbara Żurowska-Sutt – za dokonania związane z Gdańskiem, jego kulturą, szczególnie za wieloletnią działalność w zakresie edukacji muzycznej
- Wydawnictwo „Budownictwo Okrętowe i Gospodarka Morska” – za dokonania dla Gdańska, szczególnie za wkład poznawczo-informacyjny i rozwojowy w gospodarkę morską

### 2002
- Józef Bachórz – za zasługi dla Gdańska, za wybitne osiągnięcia w dziedzinie badań literatury polskiej i powszechnej
- Elżbieta Bielicka-Sokolnicka – za zasługi dla Gdańska, za działalność pedagogiczną w zakresie upowszechniania kultury muzycznej w Gdańsku
- Jerzy Krechowicz – za zasługi dla Gdańska, za całokształt działalności artystycznej i dydaktycznej
- Stanisław Kwiatkowski – za zasługi dla Gdańska, za wieloletnią sumienną pracę w Stoczni Gdańskiej i szeroko zakrojoną działalność społeczną
- Andrzej Perepeczko – za zasługi dla Gdańska, za bogaty dorobek w popularyzowaniu wiedzy o Polskiej obecności na morzach świata
- Czesław Stoba – za zasługi dla Gdańska za wybitne osiągnięcia w chirurgii dziecięcej szczególnie w zakresie onkologii i urologii
- Stanisław Rosiek – za zasługi dla Gdańska, za twórczość krytyczno-literacką i wysoki poziom wydawnictw
- Janina Wieczerska – za zasługi dla Gdańska, za całokształt twórczości literackiej i krytyczno-literackiej
- Bohdan Zalewski – za zasługi dla Gdańska, za całokształt długoletniej działalności na rzecz kultury fizycznej i sportu
- Redakcja „Rocznika Gdańskiego” – zasługi dla Gdańska, za wysoki poziom naukowy i upowszechnianie wiedzy o Gdańsku i Pomorzu
- Ruch „Gaudium Vitae” – działalność w obronie życia, godności człowieka i za opiekę nad samotną matką
- Wydawnictwo Uniwersytetu Gdańskiego – za krzewienie wiedzy naukowej i dbałość o estetykę wydawnictw

### 2003
- Ewa Barylewska-Szymańska – za zasługi dla Miasta Gdańska, za szczególne zaangażowanie w rewitalizację Domu Uphagena
- Edward Breza – za zasługi dla Gdańska, za wybitne osiągnięcia w pracy naukowej i dorobek publikacyjny
- Tadeusz Daniszewski – za zasługi dla Gdańska, za wieloletnią działalność w Towarzystwie Przyjaciół Gdańska na rzecz naszego Miasta
- Renata Gleinert – za zasługi dla Gdańska a szczególnie za twórczość kompozytorską i upowszechnienie kultury muzycznej w Gdańsku
- Jerzy Kołodziejski – za zasługi dla Gdańska, szczególnie za osiągnięcia naukowe w dziedzinie architektury i planowania przestrzennego
- Maria Korzon – za zasługi dla Gdańska, a szczególnie za wybitne osiągnięcia w gastroenterologii i onkologii dziecięcej
- Stanisław Wrycza – za zasługi dla Gdańska, szczególnie za osiągnięcia w dziedzinie informatyki ekonomicznej i aktywność naukową na arenie międzynarodowej
- Wydawnictwo „Oskar” – za zasługi dla Gdańska, szczególnie za upowszechnianie wiedzy i wysoki poziom wydawnictw

### 2004
- Michał Grabowski – za zasługi dla Miasta Gdańska, za wybitne osiągnięcia w pracy naukowej i dorobek publikacyjny
- Tadeusz Pawlicki – za zasługi dla Miasta Gdańska, za wkład w kulturę Polską ze szczególnym uwzględnieniem Gdańska
- Marianna Sankiewicz – za zasługi dla Miasta Gdańska, za wybitne osiągnięcia w pracy naukowej
- Porozumienie Niepodległościowych Związków Kombatanckich – za zasługi dla Miasta Gdańska, za działania które zintegrowały środowiska kombatanckie

### 2005
- Lucjan Bokiniec – za popularyzację wiedzy o filmie, a także propagowanie i promowanie sztuki filmowej m.in. poprzez inicjatywę powołania Dyskusyjnego Klubu Filmowego w Gdańsku oraz Festiwalu Polskich Filmów Fabularnych
- Stefan Duda – za podejmowanie publicznie pożytecznych inicjatyw na rzecz środowiska lokalnego i sprzyjanie jego integracji
- Robert Zaborski – za ogromne zaangażowanie w pracy z dziećmi i młodzieżą, skupianie ich na różnorodnych zajęciach resocjalizacyjnych i wychowawczych, a także za inicjatywę utworzenia Centrum Kultury Oliwskie Słoneczko
- Józef Borzyszkowski – za wybitne osiągnięcia w badaniu i propagowaniu dziejów Gdańska i Pomorza, a szczególnie za powołanie Instytutu Kaszubskiego, społeczne przewodniczenie mu, a także za upowszechnianie wiedzy historycznej o Gdańsku w Polsce i Niemczech
- Jerzy Gebert – za wybitne osiągnięcia w dziennikarstwie sportowym i szeroką działalność na rzecz rozwoju wybrzeżowego sportu, a także za liczne publikacje książkowe o tematyce sportowej
- Orkiestra Vita Activa – za wybitne realizowanie programu aktywacji życiowej przez muzykę osób niepełnosprawnych

### 2006
- Stanisław Michalski – za wyróżniające się kreacje aktorskie i działania dla dobra gdańskiego teatru
- Konrad Mielnik – za wyróżniającą się promocję gdańskiej muzyki poważnej i młodych wykonawców
- Edmund Szczesiak – za wybitne osiągnięcia dziennikarskie szczególnie w dziedzinie reportażu podejmującego problematykę Kaszub, Pomorza i Gdańska, za przybliżanie dziejów najnowszych związanych z walka o wolność i demokrację
- Dariusz Michalczewski – za efektywne łączenie sukcesów sportowych z działaniem dla dobra miasta
- Fundacja „Pan Władek” – za wyróżniającą się aktywność w podejmowaniu publicznie pożytecznych inicjatyw, szczególnie za niesienie pomocy potrzebującym, a także za inspirowanie mieszkańców do współdziałania i rozbudzania wrażliwości na potrzeby drugiego człowieka

### 2007
- Edwin Rymarz – za wybitne osiągnięcia w dziedzinie organizacji życia muzycznego w Gdańsku, bogaty dorobek kompozytorski i pedagogiczny, stałe podnoszenie poziomu Ogólnokształcącej Szkoły Muzycznej I i II Stopnia w Gdańsku, zorganizowanie Mistrzowskich Kursów Fortepianowych (14 edycji) i Skrzypcowych (5 edycji), współorganizację Konkursu Skrzypcowego Pamięci Aleksandry Januszajtis (7 edycji), cyklu letnich koncertów we współpracy z Urzędem Miejskim
- Zbigniew Nowak – za wybitne zasługi i bogaty dorobek publikacyjny i edytorski w dziedzinie historii literatury i kultury dawnego Gdańska oraz księgoznawstwa, ważne publikacje o gdańskich drukarzach, wielki wkład w rozwój i doskonalenie działalności sławnej Biblioteki Gdańskiej (PAN), której przez 17 lat był dyrektorem, osiągnięcia dydaktyczne na Uniwersytecie Gdańskim i organizacyjne w Gdańskim Towarzystwie Naukowym
- Michał Targowski – za znakomitą działalność organizacyjną i świetną popularyzację przyrody poprzez pogadanki telewizyjne i publikacje, oraz za doprowadzenie do przyjęcie gdańskiego ZOO do Europejskiego (EAZA) i Światowego (WAZA) Stowarzyszenia Ogrodów Zoologicznych
- Henryka Dobosz-Kinaszewska – za zaangażowaną działalność publicystyczną i udział w strajkach sierpniowych, a także za zrealizowanie wartościowych filmów o ich uczestnikach i przywódcach
- Gabriela Danielewicz – za krzewienie wiedzy historycznej o Gdańsku, Pomorzu i Polonii Gdańskiej poprzez popularne publikacje, także książkowe

### 2008
- Franciszek Duszeńko – za wybitny wkład w odbudowę Gdańska i osiągnięcia w dziedzinie rzeźby, zwłaszcza pomnikowej, oraz za wieloletnią pełną pasji działalność pedagogiczną
- Tadeusz Fiszbach – za odwagę, dzięki której zdobył sobie trwałe miejsce w historii jako jeden ze współtwórców odzyskania wolności po latach zniewolenia przez system komunistyczny
- Czesław Skonka – za wytrwałą wieloletnią promocję wartości narodowych w Stowarzyszeniu Mazurka Dąbrowskiego i popularyzację historii i piękna Ziemi Gdańskiej
- Piotr Soyka – za wybitne osiągnięcia w dziedzinie remontów i budowy statków, a szczególnie za kierowanie rozwojem Stoczni „Remontowa S.A.”, która osiągnęła trwałą pozycję w pierwszej dziesiątce stoczni remontowych świata
- Barbara Szczepuła-Ponikowska – za wybitną działalność publicystyczną i autorską oraz odwagę, z jaką porusza trudne tematy z przeszłości Gdańska oraz takt, z jakim je omawia
- Bohdan Szermer – za długoletnią działalność dla rozwoju Gdańska w dziedzinie urbanistyki i komunikacji, autorstwo i współautorstwo książek, które do dziś są podstawą wiedzy w tej dziedzinie, oraz za wnikliwą i konstruktywną analizę przedsięwzięć i planów

### 2009
- Zbigniew Canowiecki – za wyróżniającą się działalność na polu gdańskiej przedsiębiorczości oraz za wspomaganie akcji charytatywnych
- Zbigniew Kosycarz i Maciej Kosycarz – za całokształt dorobku fotograficznego, który stał się niezwykle cenną – także artystycznie dokumentacją odbudowy i rozwoju naszego miasta
- Roman Nowosielski – za bezinteresowną i niezachwianą walkę o naprawienie krzywd wyrządzonych przez władze komunistyczne mieszkańcom Gdańska i Pomorza
- Marian Parusiński – za niezwykłą aktywność w dziedzinie upowszechniania kultury fizycznej, a szczególnie za promowanie zdrowego stylu życia wśród młodzieży
- Grzegorz Pellowski – za rozwijanie i upowszechnianie najpiękniejszych tradycji dawnego gdańskiego piekarnictwa oraz bezinteresowne zaangażowanie w sprawie edukacji młodzieży
- Zbigniew Strzelczyk – za wybitny wkład w promowanie Gdańska jako światowej stolicy bursztynu
- Gdańska Fundacja Innowcji Społecznej – za działalność na rzecz potrzebujących, w tym tworzenie domów dziecka, pozyskiwanie wolontariuszy i szeroko rozumianą edukację młodzieży

### 2010
- Mariusz Drapikowski – za wybitną twórczość rzeźbiarską i promowanie Gdańska, jako Światowej Stolicy Bursztynu
- Stefan Chwin – za wysokie walory dzieł literackich, mocno osadzonych w klimacie Gdańska
- Maria Pąchalska – za zasługi położone w rozwoju neuropsychologii w dziedzinie organizacji badań diagnostycznych i terapeutycznych w kraju i za granicą
- Andrzej Rybicki – za doprowadzenie do wydania reprintu „Narratio Prima”, pierwszego zwiastuna teorii Kopernika, wydanego w Gdańsku w 1540 r.
- Krzysztof Sperski – za całokształt działalności pedagogicznej i wieloletnią wybitną działalność koncertową na polu muzyki kameralnej
- Leopold Taraszkiewicz – za wybitne osiągnięcia w tworzeniu współczesnej architektury sakralnej
- Zbigniew Walczak – za działalność w Gdańskiej Filii Biblioteki Wojewódzkiej przy ul. Mariackiej, dzięki której stała się ponadlokalnym ośrodkiem gdańskiej kultury
- Jolanta Wierzba – za stworzenie systemu opieki nad dziećmi z wadami wrodzonymi i założenie organizacji pomocy dla małych pacjentów

### 2011
- Grzegorz Grzelak – za wieloletnie owocne tworzenie podstaw i wcielanie w życie idei samorządności lokalnej
- Brunon Synak – za wybitne osiągnięcia w badaniach nad kaszubszczyzną i szerzenie idei regionalizmu, jako czynnika rozwoju całego kraju
- Jakub Szadaj – za aktywne działanie na rzecz współpracy wyznawców różnych religii, w tym dla międzyreligijnego dialogu „Asyż w Gdańsku”, a także dla ocalenia pamięci o kulturze i historii Żydów gdańskich
- Wiesław Szajda – za promocję polskiej przedsiębiorczości i niezwykle efektywną działalność charytatywną
- Władysław Zajewski – za całokształt działalności naukowej i dydaktycznej w dziedzinie historii, ze szczególnym uwzględnieniem Gdańska w epoce napoleońskiej
- Video Studio Gdańsk – za wieloletnią wybitną działalność w dziedzinie produkcji filmów i materiałów multimedialnych promujących Gdańsk i region gdański

### 2012
- Bohdan Sienkiewicz – za stworzenie i prowadzenie przez 26 lat niezwykle cennego programu „Latający Holender”, promującego sprawy morza, oraz za organizację akcji letnich i rejsów dla młodych miłośników morza, w wyniku czego powstało Bractwo Żelaznej Szekli i zbudowano barkentynę „Pogoria”
- Tadeusz Skutnik – za całokształt pracy twórczej – felietony, recenzje, oraz antologie poezji i opracowaną wspólnie z Andrzejem Drzycimskim książkę „Gdańsk, Sierpień ’80 – zapis rozmów”
- Jan Zarębski – za działalność w okresie „Solidarności”, za wybitne sukcesy zawodowe i działalność charytatywną, a także za takt i zdolności koncyliacyjne, jakimi się wyróżniał sprawując funkcję marszałka województwa pomorskiego
- Stowarzyszenie „Nasz Gdańsk” – za wyjątkowe zaangażowanie w sprawy Gdańska, zwłaszcza w ochronę i pomnażanie historycznego piękna, pielęgnowanie i popularyzowanie dawnych tradycji, upamiętnianie ważnych wydarzeń historycznych, a także za efektywne pobudzanie aktywności mieszkańców Gdańska, m.in. w przygotowywaniu wyborów do Rad Dzielnic

### 2013
- Jan Szomburg – za niezwykle owocną działalność w dziedzinie ekonomii, w tym za założenie i wydajne (efektywne) kierowanie gdańskim Instytutem Badania Gospodarki Rynkowej, a także za organizację Kongresów Obywatelskich
- Stanisław Pestka – za całokształt działalności publicystycznej i literackiej, w tym popularnonaukowej, a także za wielki wkład w rozwój języka i ruchu kaszubskiego
- Waldemar Tłokiński – za wybitny wkład w rozwój gerontologii i działalność na rzecz zdrowia publicznego oraz komunikacji międzyludzkiej
- Ewa Kowalska – za wyróżniające się dziennikarstwo, pobudzające aktywność społeczną, w szczególności za nowatorskie formy propagowania spraw miasta w założonym przez nią iBedekerze
- Jerzy Detko – za całokształt działalności sportowej i artystycznej promującej Gdańsk
- Zygfryd Korpalski – za wyróżniającą się twórczość rzeźbiarską, w tym pomnikową, propagującą wartości historyczne i patriotyczne
- Andrzej Ubertowski – za wieloletnią owocną działalność zawodową i społeczną dla rozwoju gospodarczego Gdańska i Pomorza

### 2014
- Andrzej Dębiec – za niestrudzone propagowanie wielkich tradycji morskich Gdańska w społeczeństwie, zwłaszcza wśród młodzieży, poprzez organizowanie imprez żeglarskich i prowadzenie szerokiej działalności edukacyjno-kulturalnej w Klubie Morza „Zejman” poprzez stałe projekty i imprezy cykliczne w spichlerzu „Steffen” na Wyspie Spichrzów
- Joanna Muszkowska-Penson – za wieloletnią pracę i osiągnięcia w dziedzinie medycyny, w wyniku których stała się niekwestionowanym autorytetem, nauczycielem i wychowawcą całych pokoleń studentów i lekarzy, a także za odwagę i siłę moralną wykazaną w obozie Ravensbrück i w czasach stanu wojennego, kiedy zapewniała opiekę medyczną uczestnikom strajków w Stoczni Gdańskiej i działaczom opozycji demokratycznej
- Miesięcznik Społeczno-Kulturalny „Pomerania” – za wybitny wkład w rozwój gerontologii i działalność na rzecz zdrowia publicznego oraz komunikacji międzyludzkiej
- Stowarzyszenie SUM (Społeczny Urząd Miejski) – za pobudzanie obywatelskiej aktywności mieszkańców poprzez mądre i sprawne organizowanie wydarzeń publicznych (Parada Niepodległości, Misterium Męki Pańskiej, Orszak Trzech Króli), budujących wspólnotę gdańszczan wokół uniwersalnych wartości, promujących nasze miasto w Polsce i za granicą

### 2015
- Olga Krzyżanowska – za wieloletnią wybitną działalność w „Solidarności”, Sejmie i Senacie RP, w której wyróżniała się prawością i dbałością o dobro Polski i Gdańska, zwłaszcza w dziedzinie zdrowia i polityki społecznej
- Włodzimierz Łajming – za całokształt działalności artystycznej, pedagogicznej i społecznej, w tym za stworzenie w latach studenckich nowatorskiego, dziś zapomnianego teatrzyku Co To
- Robert Pepliński i Elżbieta Szczodrowska-Peplińska – za wyróżniające się dzieła sztuki i wystrój wnętrz gdańskich kościołów, m.in. kościoła św. Brygidy, a także za elementy pomnika i placu Solidarności

### 2019
- Paweł Adamowicz – za wieloletnią wybitną działalność na rzecz Miasta Gdańska

### 2022
- Janusz Czerwiński – za wybitne osiągnięcia naukowe, trenerskie i organizacyjne w sporcie w kraju i na arenie międzynarodowej
- Anna Strzałkowska – za budowanie świadomości i upowszechnianie wiedzy w zakresie budowania polityk miejskich, zwłaszcza w zakresie działań na rzecz praw człowieka i równego traktowania
- Andrzej Szydłowski – za promocję Gdańska w Polsce i na świecie poprzez organizowanie inicjatyw typu „Święto Chleba w Gdańsku” lub „Światowy Dzień Chleba”, za działalność charytatywną i wspieranie sportowych drużyn młodzieżowych
- Aleksander Ślusarz – za zasługi dla gdańskiego i polskiego dziedzictwa historycznego, w tym za ocalenie Wartowni Nr 1 na Westerplatte przed zniszczeniem, poprzez opracowanie nowatorskiej techniki przesunięcia obiektu

### 2023
- Janusz Limon – za wybitne dokonania naukowe w dziedzinie medycyny, jak również zaangażowanie w inicjatywy mające na celu podniesienie poziomu nauki polskiej i systemu regionalnej organizacji pomocy rodzinom z chorobami rzadkimi
- Krystyna Zachwatowicz-Wajda – za zaangażowanie w obywatelskie inicjatywy, zwłaszcza za działania wspierające NSZZ „Solidarność” w latach 80., jak również zaangażowanie w powstanie i działalność Muzeum II Wojny Światowej w Gdańsku oraz Europejskiego Centrum Solidarności
- Tadeusz Zdunek – za zaangażowanie społeczne i działalność charytatywną, w tym wspieranie szkolnictwa zawodowego oraz środowiska rzemieślniczego
- Stowarzyszenie Czerwona Róża – za promowanie zdobywania wiedzy oraz osiągania jak najlepszych wyników w nauce wśród studiującej młodzieży

### 2024
- Natalia Partyka – za wybitne osiągnięcia sportowe rozsławiające Gdańsk w kraju i na świecie oraz determinację w dążeniu do wyznaczonego celu i życiową postawę będącą wzorem do naśladowania
- prof. dr hab. Piotr Stepnowski – za podniesienie rangi Uniwersytetu Gdańskiego wśród europejskich uczelni wyższych, osiągnięcia naukowe w zakresie badań nad zanieczyszczeniem środowiska oraz zaangażowanie w powstanie i działania Związku Uczelni im. D. Fahrenheita
- Komitet Obrony Demokracji Region Pomorze – za nieugiętość i konsekwencję w działaniu na rzecz budowy społeczeństwa obywatelskiego oraz za obronę Konstytucji RP[4]